# Goldsboro (Caroline du Nord)
Pour les articles homonymes, voir Goldsboro.
La ville de Goldsboro est le siège du comté de Wayne, situé en Caroline du Nord, aux États-Unis.

## Démographie
| 1860 | 1870  | 1880  | 1890  | 1900  | 1910  |
| ---- | ----- | ----- | ----- | ----- | ----- |
| 885  | 1 134 | 3 286 | 4 017 | 5 877 | 6 107 |

| 1920   | 1930   | 1940   | 1950   | 1960   | 1970   |
| ------ | ------ | ------ | ------ | ------ | ------ |
| 11 296 | 14 985 | 17 274 | 21 454 | 28 873 | 26 960 |

| 1980   | 1990   | 2000   | 2010   | - | - |
| ------ | ------ | ------ | ------ | - | - |
| 31 871 | 40 709 | 39 043 | 36 437 | - | - |

## Histoire
Le 24 janvier 1961, un avion Boeing B-52G Stratofortress emportant deux ogives thermonucléaires W39 est abandonné par son équipage et s'est écrasé près de la ville, lors d'un célèbre accident.

## Personnalités
- Dan Bullock (1953-1969), militaire américain, plus jeune militaire tué au combat pendant la guerre du Viêt Nam, est né à Goldsboro.
- Michael S. Regan (né en 1975 ou 1976), (nommé comme administrateur de l’Agence de protection de l’environnement des États-unis (le 17 décembre 2020).